# Lieto
Lieto (Zweeds: Lundo) is een gemeente in de Finse provincie West-Finland en in de Finse regio Varsinais-Suomi. De gemeente heeft een landoppervlakte van 300,54 km² en telt 20.497 inwoners (2022).